# Aranyhegy (Budapest)
Aranyhegy Budapest egyik városrésze a III. kerületben. Nevét a 177 m magas Arany-hegyről kapta.

## Fekvése
Határai a Saroglya utca, Budapest 1949. december 31-i határai a 112-ik és 119-ik határkövek közt, Aranyhegyi út, Budapest–Esztergom-vasútvonal, Óvár utca, Naszád utca, Kilátó utca, Saroglya köz, Saroglya utca.
Az Ürömi-hegy, Péter-hegy és az Arany-hegy alkotják Óbuda északnyugati-északi dombságait.

## Története
Az Arany-hegyen – a környező területekkel együtt – a 18. századtól foglalkoztak szőlőműveléssel. A művelést a „braunhaxlerek” (barnalábúak) végezték. A gúnynevet a környékbeli németajkú lakosság akasztotta a hegyeken dolgozó emberekre, akik feltűrt nadrágjaikban „annyit kapáltak, hogy mindig barna volt a lábuk”.
Az Arany-hegy déli lejtőjén bolgárkertészet is működött, egészen az Arany-patakig, az esztergomi MÁV vasútvonalig (jelenleg Aranyvölgy utca).
Akár Aranyhegyen is épülhetett volna a Nemzeti Stadion. A tervezők a hegyoldalba vájták volna stadion lelátóját, mintegy felelevenítve az ókori amfiteátrumok formáit. Az „Aranyhegyi Stadiont” Árkay Bertalan és Bierbauer Virgil 1933-ban készített tervei alapján építették volna fel a 177 méter magas, szabályos formájú Arany-hegy keleti lejtőjébe vágott 72 ezres (szükség esetén 120 ezresre bővíthető) lelátóival. A komplexum egyenként 15-20 ezres tenisz- és úszóstadiont is tartalmazott volna.
1925–1945 között létezett az Aranyhegyi téglagyár, az Aranyvölgy utca 10. számnál, az Aranyvölgy utca és Taliga utca találkozásánál. Ez ma családi házakkal beépült terület.
A városrész területén, a Bécsi út és a Szőlővész utca kereszteződésénél található az 1886-ban épült Külső Bécsi úti Jézus Szent Szíve kápolna.

### A Pogánytorony

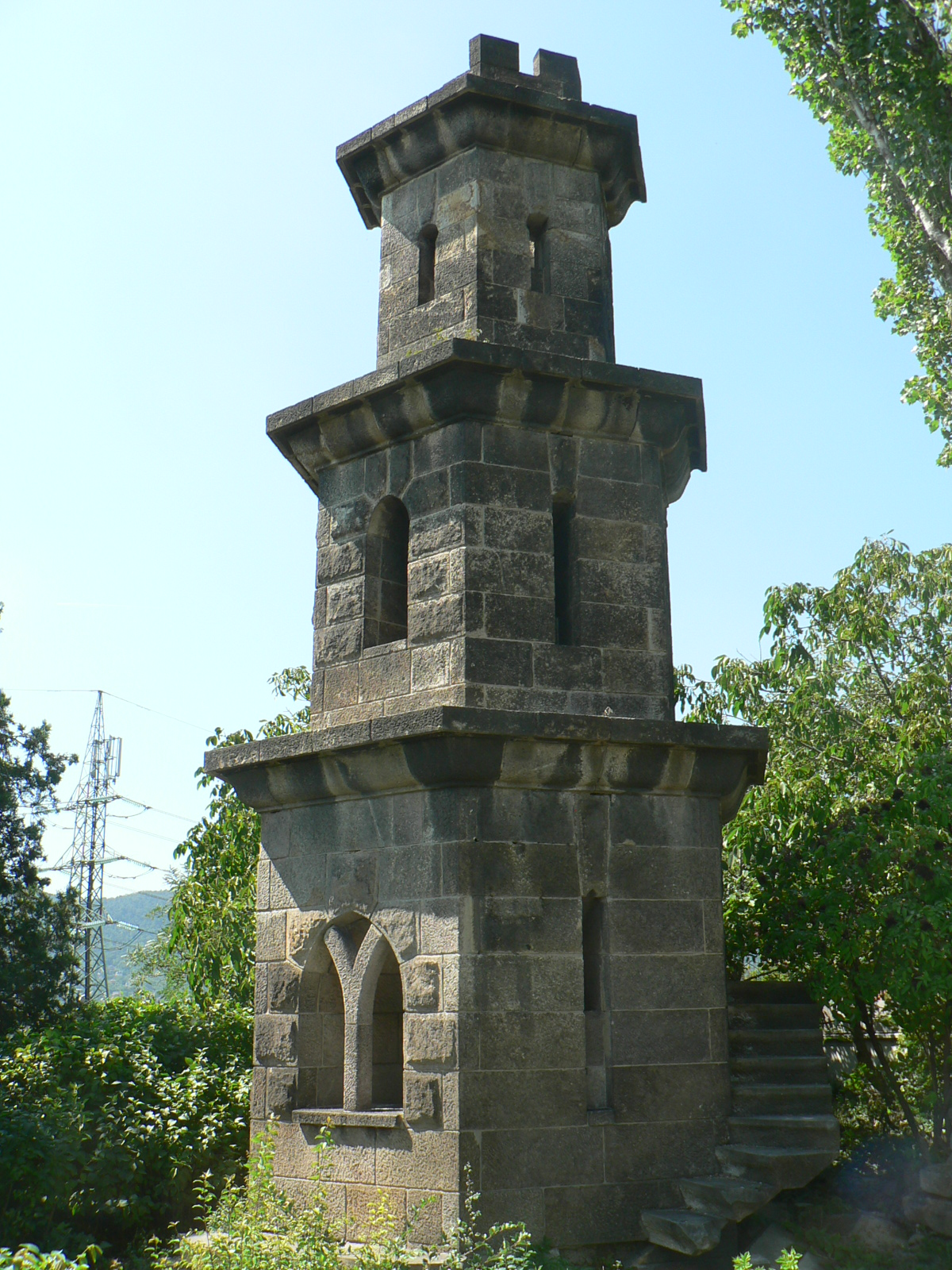
A Pogány-torony

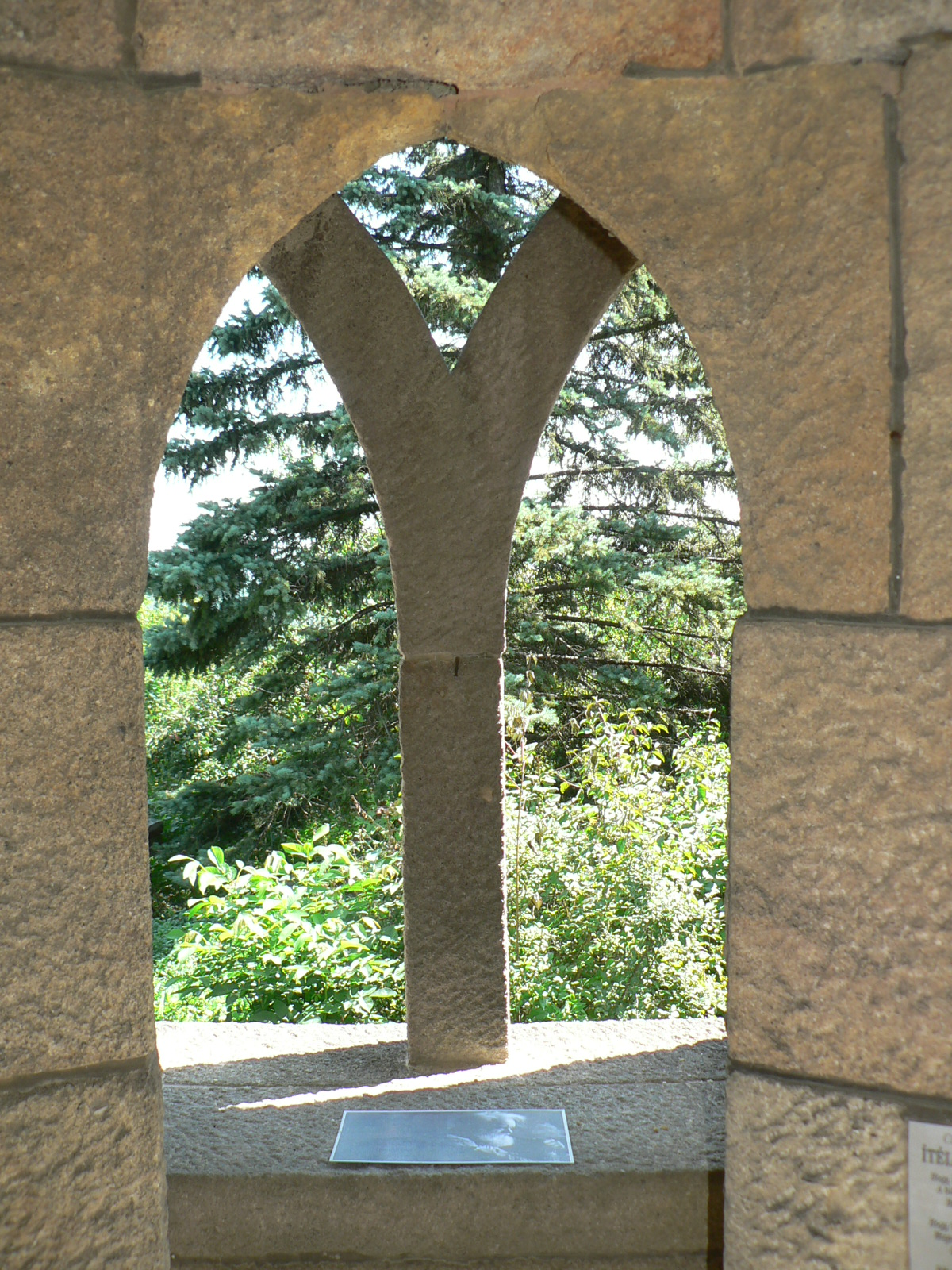
A torony egyik földszinti ablaka belülről nézve

Aranyhegy városrész egyik legérdekesebb építménye a Pogány-torony, amely 1934-ben épült Täubel Géza tervei szerint, Wührl Géza építész kivitelezésében, a mai Jutasi és Pogánytorony utcák saroktelkén, az Arany-hegy csúcsa közelében, ami akkor Szász Farkas magántelke volt. A hatszög alaprajzú építmény eredeti magassága körülbelül 12-13 méter volt, tetejét egy hatlapú márvány tömbön elhelyezett turulszobor díszítette. Építését a Turáni Társaság kezdeményezte, és a társaságból kivált Turáni Egyistenhívők Tábora avatta fel 1935. július 7-én, a szervezet szándéka szerint az ősi turáni vallás és kultúra feltámasztása jegyében. A szerveződés eredetileg több más hasonló létesítményt is akart emelni Budapest területén, de csak ezt az egyet sikerült nekik, ezt is titokban, s a megnyitón így is csendőrök jelentek meg, akik megpróbálták szétzavarni az egybegyűlteket. A turanista társaságot később is üldözték, majd 1942-ben a tagság zömét munkaszolgálatra vitték Ukrajnába.
A második világháború után a tornyot az Államvédelmi Hatóság légvédelmi megfigyelőtoronynak használta, majd magánkézbe került; az épület állaga azóta egyre romlik. A III. kerületi önkormányzat tervbe vette a kilátóként történő hasznosítást, de az ingatlan tulajdonosával még nem tudták megkötni az ehhez szükséges megállapodást. A tornyot eredetileg díszkert vette körül, ez azonban a háború óta eltelt idő alatt ugyancsak nélkülözött minden gondozást, ennek következtében ápolatlan, őserdőszerű bozóttá változott.
Az arany-hegyi Pogánytorony többek közt Szamos Rudolf Kántor a nagyvárosban című könyvében is szerepel, mint a legendás nyomozókutya, Kántor által felgöngyölített egyik bűnbanda több tagjának búvóhelye.